# 马尿藤
马尿藤（学名：Campylotropis bonatiana）为豆科杭子梢属下的一个种。

## 扩展阅读
- 維基物種上的相關：马尿藤